# Antonio Maria Haffner
Antonio Maria Haffner (Bologna, 15 ottobre 1654 – Genova, 6 luglio 1732) è stato un pittore e presbitero italiano  del barocco, specializzato nel genere della quadratura e attivo principalmente a Bologna.

## Biografia
Nacque a Bologna nel 1654 da Giovanni Haffner, guardia mercenaria svizzera per il Papato di stanza a Bologna, e da Caterina Bianchi. Insieme al fratello maggiore Enrico Haffner si formò inizialmente nello studio di Domenico Maria Canuti, ma presto entrambi gravitarono sulla quadratura.
Antonio viaggiò a Roma con suo fratello e Canuti, per poi andare a Genova nel 1676. Ha vissuto lì per il resto della sua vita, entrando nella Congregazione dell'Oratorio di San Filippo Neri come sacerdote. L'ordine gli fu di supporto al suo lavoro di pittore.